# 1272
| 1272               |
| ------------------ |
| Dødsfald - Fødsler |
|                    |

| Gregoriansk kalender | 1272 MCCLXXII           |
| Ab urbe condita      | 2025                    |
| Armensk kalender     | 721 ԹՎ ՉԻԱ              |
| Kinesiske kalender   | 3968 – 3969 辛未 – 壬申 |
| Etiopisk kalender    | 1264 – 1265             |
| Jødisk kalender      | 5032 – 5033             |
| Hindukalendere       |                         |
| - Vikram Samvat      | 1327 – 1328             |
| - Shaka Samvat       | 1194 – 1195             |
| - Kali Yuga          | 4373 – 4374             |
| Iransk kalender      | 650 – 651               |
| Islamisk kalender    | 670 – 671               |

Konge i Danmark: Erik Klipping 1259-1286
Se også 1272 (tal)

## Begivenheder
21. november - Prins Edvard bestiger tronen efter sin fars død

## Dødsfald
- 27. maj - Erik Abelsøn, hertug af Sønderjylland
- 16. november - Henrik 3. af England, engelsk konge (født 1207)